# Rafael Romero
Pour les articles homonymes, voir Romero.
Rafael Romero Sandrea, né le 22 mai 1938 à Maracaibo et mort le 15 août 2021, est un athlète vénézuélien, spécialiste des épreuves de sprint.

## Biographie
Il remporte la médaille d'or du 200 m et la médaille d'argent du relais 4 × 100 m lors des Jeux panaméricains de 1963, à Saint-Domingue. 
Il participe à trois Jeux olympiques consécutifs : sur 4 × 100 m, il se classe 5e en 1960 et 6e en 1964.